# Indigofera articulata
Indigofera articulata är en ärtväxtart som beskrevs av Antoine Gouan. Indigofera articulata ingår i släktet indigosläktet, och familjen ärtväxter. Inga underarter finns listade i Catalogue of Life.